# Довгеньке (Дворічанська селищна громада)
Довге́ньке —  село в Україні, у Дворічанській селищній громаді Куп'янського району Харківської області. Населення становить 2 осіб. До 2020 орган місцевого самоврядування — Кутьківська сільська рада.

## Історія
7 (20) листопада 1917 року, відповідно до.Третього Універсалу Української Центральної Ради, увійшло до складу Української Народної Республіки.
12 червня 2020 року, відповідно до Розпорядження Кабінету Міністрів України  № 725-р «Про визначення адміністративних центрів та затвердження територій територіальних громад Харківської області», увійшло до складу Дворічанської селищної громади.
19 липня 2020 року, в результаті адміністративно - територіальної реформи та ліквідації Дворічанського району, село увійшло до складу Куп'янського району Харківської області.
Село тимчасово окуповане російськими військами 24 лютого 2022 року.

## Географія
Село Довгеньке знаходиться між річками Нижня Дворічна (2 км) і Верхня Дворічна (4 км), неподалік від місця їх впадання в річку Оскіл (8 км). На відстані 2 км розташовані села Путникове і Кутьківка.